# John Farrar
John Farrar (Fâr/ə/) (n. Melbourne, 8 de noviembre de 1946) es un productor, cantautor y músico australiano, que es principalmente conocido por su trabajo junto a la cantante Olivia Newton-John. Farrar fue miembro del grupo The Shadows. 

## Biografía
Nacido el 8 de noviembre de 1946 en Melbourne, Australia, Farrar es notable por escribir y producir muchos de los discos y canciones número uno de la cantante pop australiana Olivia Newton-John.
Empezó a tocar la guitarra cuando tenía doce años y a los 16 empezó a tocar en bandas de rock de su ciudad.
Poco tiempo después de que se uniera a The Strangers, se convirtió junto a otros en miembro de la versión australiana de la banda American Bandstand, en el programa de TV, The Go Show. Tanto Farrar como Pat Carroll, su futura esposa, y Olivia Newton-John aparecieron en The Go Show como solistas alguna vez.
Después de retornar de una gira con Newton-John, se casó con Carroll. Los recién casados se mudaron luego a Inglaterra, donde Farrar se convirtió en miembro de Marvin, Welch & Farrar, un grupo musical formado por algunos exintegrantes de The Shadows. Marvin, Welch & Farrar publicó dos álbumes, un álbum que llevaba por título el nombre de la banda, en 1971 y Second Opinión (Segunda Opinión, en inglés) lanzado en 1972. Se publicó finalmente un tercer álbum con Hank Marvin. 
Cuando The Shadows se volvió a formar al año siguiente para representar al Reino Unido en el Festival de la Canción de Eurovisión, él tomó parte como segundo guitarrista y cantante. Dos años más temprano de que Farrar apareciera en el mismo show como guitarrista y cantante para Cliff Richard. Apareció luego en varios álbumes de The Shadows, como "Rocking with Curly Leads", "Specs Appeal" y "Live at the Paris Olympia" que mostraron aún más su talento como escritor de canciones. 
También durante esa época, junto a Bruce Welch comenzó a trabajar en los discos y canciones de Newton-John y encontró un considerable éxito con su versión de Bob Dylan If Not for You. Con Newton-John cantando para MCA Records, Farrar comenzó una prolífica carrera como escritor de canciones y productor de la exitosa cantante. Su participación en la carrera de la cantante australiana produjo una avalancha de canciones talentosas que llegaron a ganar la denominación de oro y platino. Su discografía muestra a un artista con un amplio rango de estilos, desde You're the One That I Want hasta Physical.
A mediados de los años '90 colaboró junto a Newton-John y el lírico Tim Rice para el musical de Cliff Richard, Heathcliff basado en la novela de Emily Brontë, Wuthering Heights.

## Discografía

### Como cantante

#### Solista
- John Farrar
- With Rainine on My Mind
- John and Mary

#### Marvin, Welch & Farrar
- Marvin, Welch & Farrar
- Second Opinión
- Hank Marvin and John Farrar
- Best of Marvin, Welch and Farrar

#### The Shadows
- Rockin’ With Curly Leads
- Specs Appeal
- Live at Paris Olympia
- Tasty
- Dakota
- Shadows in the 70’s
- Run, Billy, Run
- It’ll Be Me, Babe
- John Peel session

#### The Strangers
- Best of The Strangers
- Bobby & Laurie
- Colin Cook & The Strangers
- Let’s Go With The Strangers
- Colin Cook and The Strangers

### Como escritor y productor

#### ConOlivia Newton-John
- Olivia Newton John
- Olivia
- Music Makes My Day
- Long Live Love
- Clearly Love
- Have You Never Been Mellow
- Making a Good Thing Better
- Totally Hot
- Physical
- Soul Kiss
- Warm and Tender
- Greatest Hits
- 20 Golden Greats
- Grease
- Xanadu

#### Canciones que alcanzaron mayores puestos
- "If Not for You"
- "Let Me Be There" #6 Pop; #10 Country
- 1974 "If You Love Me, Let Me Know" #5 Pop; #1 Country
- 1975 "Have You Never Been Mellow" #1 Pop
- 1975 "Have You Never Been Mellow (LP)" #1 Pop
- 1975 "Please Mr. Please" #3 Pop
- "Something Better to Do" #13 Pop
- 1976 "Come on Over" #1 Country; #23 Pop
- 1976 "Don't Stop Believin'" #33 Pop
- 1978 "Grease (soundtrack)" Multi-platino
- 1978 "You're the One That I Want" #1 Pop en EE. UU.; #1 Pop en el Reino Unido
- 1978 "Hopelessly Devoted To You" #3 Pop en EE. UU.; #2 Pop en el Reino Unido
- 1978 "A Little More Love"; #3 Pop
- 1978 "Deeper Than the Night" #11 Pop
- 1980 "Xanadu (soundtrack)" #1 Pop; disco de platino
- Agosto de 1980 "Magic": #1 Pop

## Premios y nominaciones
Premios Óscar
| Año  | Categoría              | Canción                   | Película | Resultado |
| ---- | ---------------------- | ------------------------- | -------- | --------- |
| 1979 | Mejor canción original | Hopelessly devoted to you | Grease   | Nominado  |